# Cerodontha albineura
Cerodontha albineura är en tvåvingeart som beskrevs av Zlobin 1993. Cerodontha albineura ingår i släktet Cerodontha och familjen minerarflugor.
Artens utbredningsområde är Mongoliet. Inga underarter finns listade i Catalogue of Life.